# 山中湖
山中湖是富士山在山梨縣一側的淡水湖，並坐落在山中湖村內。該湖為富士五湖之一，也是其中面積最大且湖面標高最高的湖泊，在全日本則位居第3。山中湖也是富士五湖中水深最淺的湖泊，全域則位於富士箱根伊豆國立公園的範圍內。
二月山中湖的大事紀包括以「鑽石富士山」出現時間，從「山中簗尻」到「筑波大学寮前浜」一帶，舉行「鑽石富士山與冰蠟燭」祭典。為期近一個月的「冰蠟燭祭典」，晚上5點30分開始點燈及施放煙火。燃放煙火的場地分別在長池浜、平野ちびっこ廣場、山中湖交流廣場「きらら」。

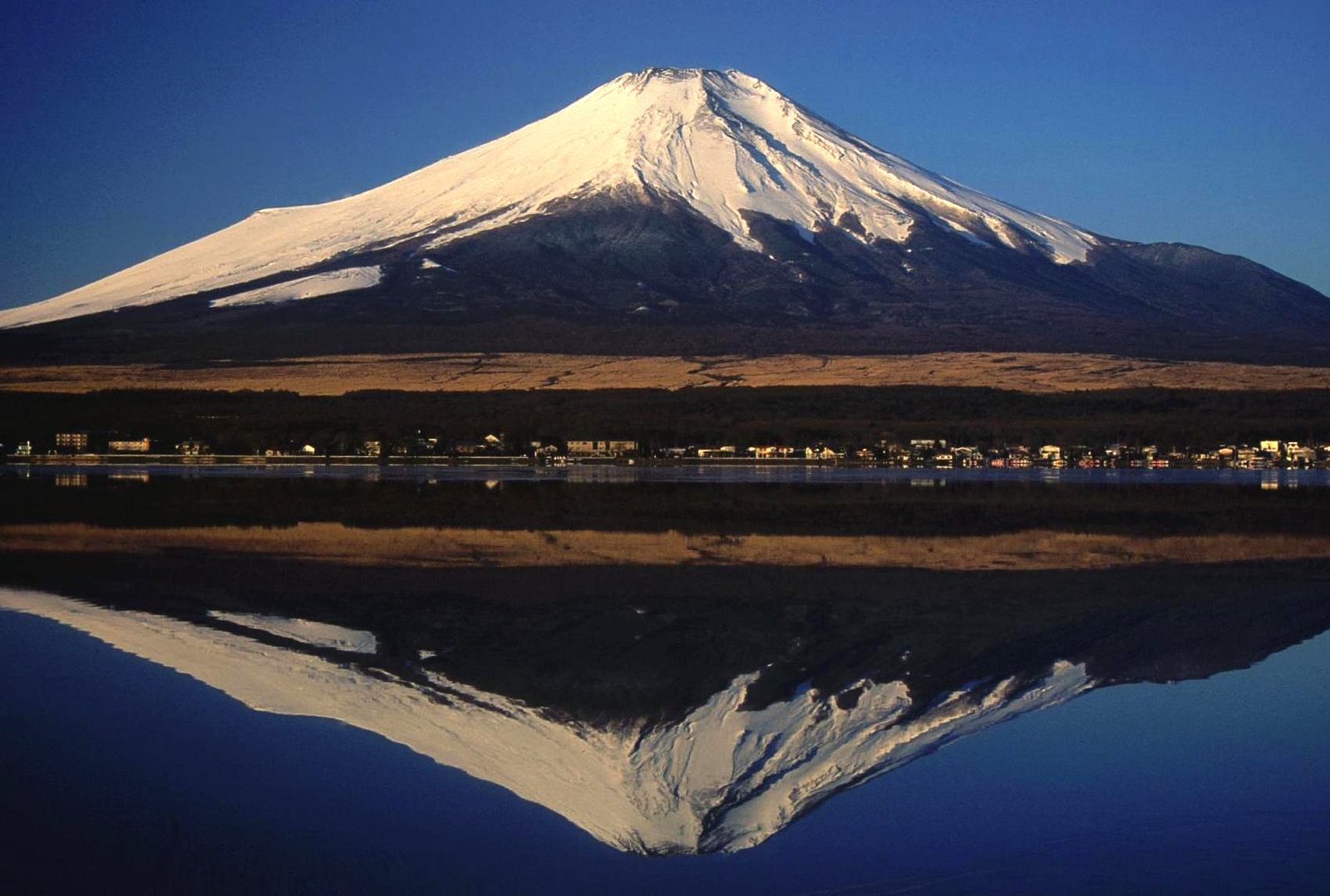
富士山和山中湖